# Wait Your Turn
Wait Your Turn es una canción de la cantante barbadense Rihanna de su cuarto álbum de estudio "Rated R". Esta fue lanzada el 3 de octubre de 2009 como sencillo promocional del álbum. En un principio se confirmó como segundo sencillo oficial del álbum, pero luego se cambió por "Hard". En suma, de acuerdo a la compañía The Official UK Charts Company, «Wait Your Turn» ha vendido alrededor de 20 mil copias en el Reino Unido.

## Antecedentes
El 14 de octubre, Rihanna publicó en su página de Twitter "The Wait Is Ova. Nov 23 09", un anuncio referido a la salida de un nuevo material discográfico. El anuncio llevó a especulación entre fanes, pensando que sería el título del nuevo sencillo o del nuevo álbum. El 16 de octubre de 2009 apareció en su página web un contador en cuenta regresiva puesto para el estreno de "Russian Roulette" con una parte del video y la canción "Wait Your Turn" como promoción. Antes de que se diera a conocer el verdadero nombre de la canción, esta tuvo el de "The Wait Is Ova". La versión completa fue lanzada junto con el video musical el 3 de octubre de 2009 en su página web.

## Video musical
Antes de su estreno, Rihanna fue vista en la filmación el 16 de octubre de 2009. Al igual que el video de "Russian Roulette", fue dirigido por Antony Mandler. Su estreno se dio el 3 de octubre.

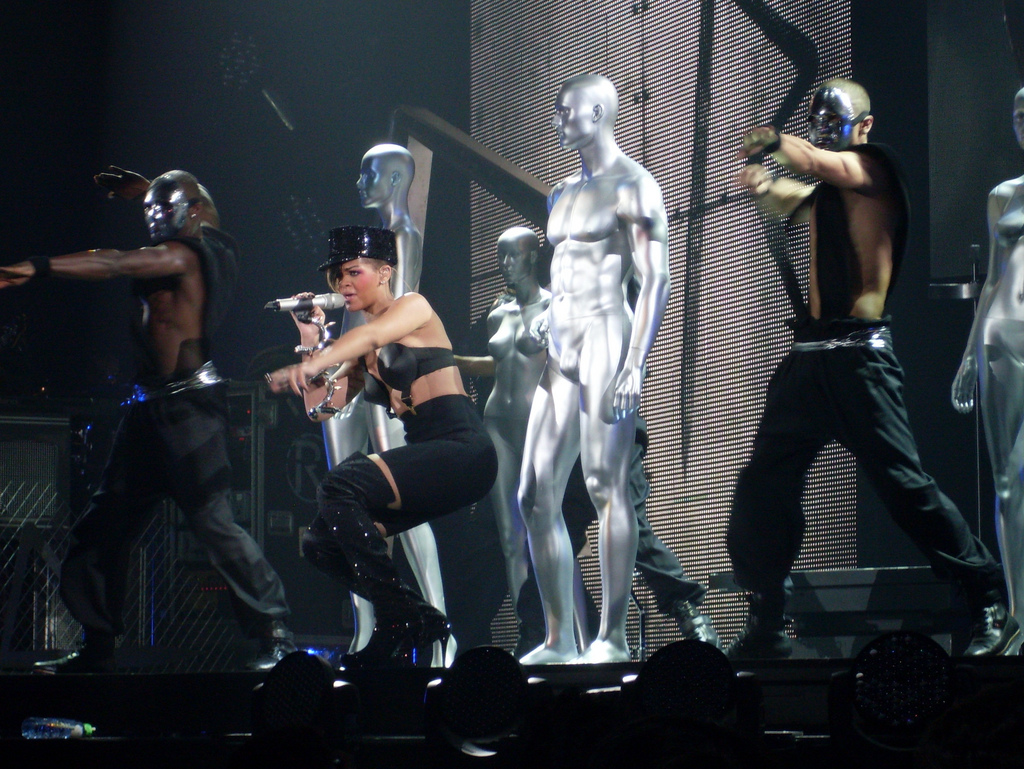
Rihanna cantando "Wait Your Turn" en The Last Girl On Earth Tour.

En él, se puede ver a Rihanna más renovada, después de la agresión sufrida por su expareja Chris Brown. Al inicio se muestra con un abrigo café, un parche en el ojo como el que uso en Run This Town y unas botas negras en un callejón de día. Después se muestra cantando en una iglesia con una chaqeuta con capucha simulando el de una monja, para luego aparecer con unas alas de ángel, lentes oscuros, un abrigo de pelo de rayas, sostén y unos pantalones rotos, de noche principalmente en el techo de un edificio. Durante todo el video se intercalan las escenas y Rihanna aparece cantando en todas ellas.

## Formatos
- Airplay (7 de noviembre de 2009)
- Descarga digital

## Charts
| Lista                    | Posición Más alta |
| ------------------------ | ----------------- |
| Australian Singles Chart | 82                |
| UK Singles Chart         | 45                |
| Irish Singles Chart'     | 32                |
| UK R&B Chart             | 17                |